# 服部勝太
服部 勝太（はっとり しょうた、1991年10月9日 - ）は日本のプロドッジボール選手。2013年度よりアジア選手権優勝を果たし、その後4連覇。2022年2月現在はドッジボール日本代表主将を務める。また、数多くのテレビ出演などアスリートタレントとしても活躍中。

## 経歴
小学生時代
2002年　ドッジボール全国大会春　優勝
2003年　ドッジボール全国大会春　第4位　主将
中学生時代
ハンドボール愛知県国内補充選手選出
高校生時代
ハンドボール愛知県国体補充選手選出

## 代表実績
2013年　アジア選手権　優勝【日本大会】
2014年　アジア選手権　優勝【台湾大会】副主将
2016年　アジア選手権　優勝【香港大会】副主将
2018年　アジア選手権　優勝【韓国大会】副主将
2018年　全日本選手権　第3位
2019年　全日本選手権　準優勝
2019年　マルチドッジボールアジア選手権【香港大会】第3位　主将
2022年12月　マルチドッジボールW杯【エジプトカイロ】第3位　主将

## スポンサー
- ゴーフード株式会社
- GLOCAL株式会社
- 株式会社ワールドモーション
- グリーオートファクトリー愛知株式会社
- セブスポーツ
- AKU JAPAN株式会社
- 医療法人壮悠会あおき歯科医院
- LIFELONG株式会社
- WINZONE(日本新薬株式会社プロテイン部門)
- Activital

## 出演
嵐にしやがれ (2015年8月)
天才VS大群 (2021年8月)
絶対人間 (2021年8月)
鬼タイジ (2021年12月)
天才VS大群 (2022年2月)
鬼タイジ (2022年8月)
スチールドッジボール戦争【韓国放送局】(2022年9月)